# Surface 3
Surface 3是微软Surface平板电脑系列的一员，于2015年3月31日发布。不像它的上一代Surface 2，Surface 3拥有一个x86架构的Intel Atom处理器。因此，Surface 3可以執行完整版的Windows 8.1，并且可以免费升级至Windows 10。

## 历史
在Surface 3之前发布的的Surface Pro 3成为了微软在2014年后半段的一个赢利点。 Surface Pro 3的起始价格为799美元, 它配备有一块可以和使用相似显示技术的苹果MacBook Pro相媲美的高分辨率视网膜屏幕 。在对Surface 3的介绍中，微软侧重于使这款Surface对那些用不上Surface Pro 3的更高性能的用户在价格上更亲和。Surface 3更像是作为传统平板电脑（如苹果iPad）的竞争者。

## 设计
Surface 3的大部分设计都继承自Surface Pro 3。它拥有一个可以调节为22°、44°或是60°的支架。与Surface Pro 3不同的是，Surface 3没有风扇，所以它更加轻（轻了180克），也没有表面上可见的孔洞。 
Surface 3 拥有一个 10.8英寸（27） 多点触控屏，屏幕长宽比为 3:2 。微软说这个比例更加自然，在竖屏时更像在一张纸上书写。
不像Surface 2和Surface Pro 3那样使用专用磁性线充电器，Surface 3提供了标准Micro-USB接口。这样可以让用户在充电方式上更灵活，包括使用现有的手机充电器(Android, Windows Phone)。
微软计划发布无网络锁支持4G LTE的Surface 3 GSM版，这些GSM版本同样支持GPS/GLONASS定位技术。

## 硬件
Surface 3 使用14纳米(nm)製程的 Intel Atom x7-Z8700 為一個擁有四核心四线程的系統單晶片处理器，是Intel专为节省电力消耗而设计，比Core系列处理器更便宜，但相對犧牲處理器的效能（Surface Pro 系列使用的Core i 處理器效能較高）。 
Surface 3 所使用的Atom x7-Z8700，如同Surface Pro系列一样可以使用Mini DisplayPort介面啟動三個外接顯示螢幕，也支援啟動單一個4K屏。而Surface 3本身的顯示螢幕解析度為1920x1280，小於Surface Pro 3的2160x1440。
Surface 3 內建64或128 GB的固态硬碟及2或4 GB的記憶體。微软宣称它的电池容量可供連續播放十小时的影片，而微软之前发布的Surface Pro 3则是只有九小时的网页浏览。

## 配件

### Type Cover
Surface 3同Surface Pro系列一样支持可拆卸的Type Cover。Type Cover也可以用作屏幕保护，售价1048HKD。
| 藍色 | 紅色 | 黑色 |
| ---- | ---- | ---- |
|      |      |      |

### Surface Pen
Surface 3手写笔采用了N-trig技术，与Surface Pro 3相同。不过手写笔并未有附送，需要自己购买。售价408HKD。Surface 手寫筆具三個實體鍵OneNote鍵、右鍵和橡皮擦鍵，按下OneNote鍵會開啟OneNote程式，銀色Surface Pen的OneNote鍵更特別使用紫色，呼應OneNote。手寫筆擁有 256 級壓感，帶來輕鬆的書寫和繪畫體驗。同時可以更換Surface更高版本的手寫筆，高達 4096 級壓感，售价798HKD。
| 銀色 | 紅色 | 深藍色 | 黑色 |
| ---- | ---- | ------ | ---- |
|      |      |        |      |

### Docking Station
Surface 3发布后微软也发布了它的拓展坞。其上面拥有2个USB 3.0，2个USB 2.0，一个千兆以太网接口，一个额外Mini DisplayPort接口，一组3.5毫米声音输入输出接口和Surface Pen的放置处。
Surface 3还可以连接多种USB设备和蓝牙设备，如无线鼠标键盘。

## 评价
Surface 3获得了业界的广泛好评。批评家们认为微软选择从ARM平台转向x86是个明智的选择。而批评主要集中在相对较短的电池使用时间。